# The Witch (film, 2015)
Pour plus de détails, voir Fiche technique et Distribution.
Ne doit pas être confondu avec The Witcher.
The Witch (parfois stylisé sous le titre The VVitch) ou La Sorcière au Québec est un film d'horreur américano-canadien écrit et réalisé par Robert Eggers, sorti en 2015.
Premier long-métrage du réalisateur, il a été présenté au Festival du film de Sundance en janvier 2015, où il a obtenu le Prix de la mise en scène.
Le film relate la désagrégation d'une famille de colons bannis de leur communauté puritaine dans la Nouvelle-Angleterre du XVIIe siècle. Installés à la lisière d'une forêt, ils se trouvent confrontés à une force maléfique.

## Synopsis

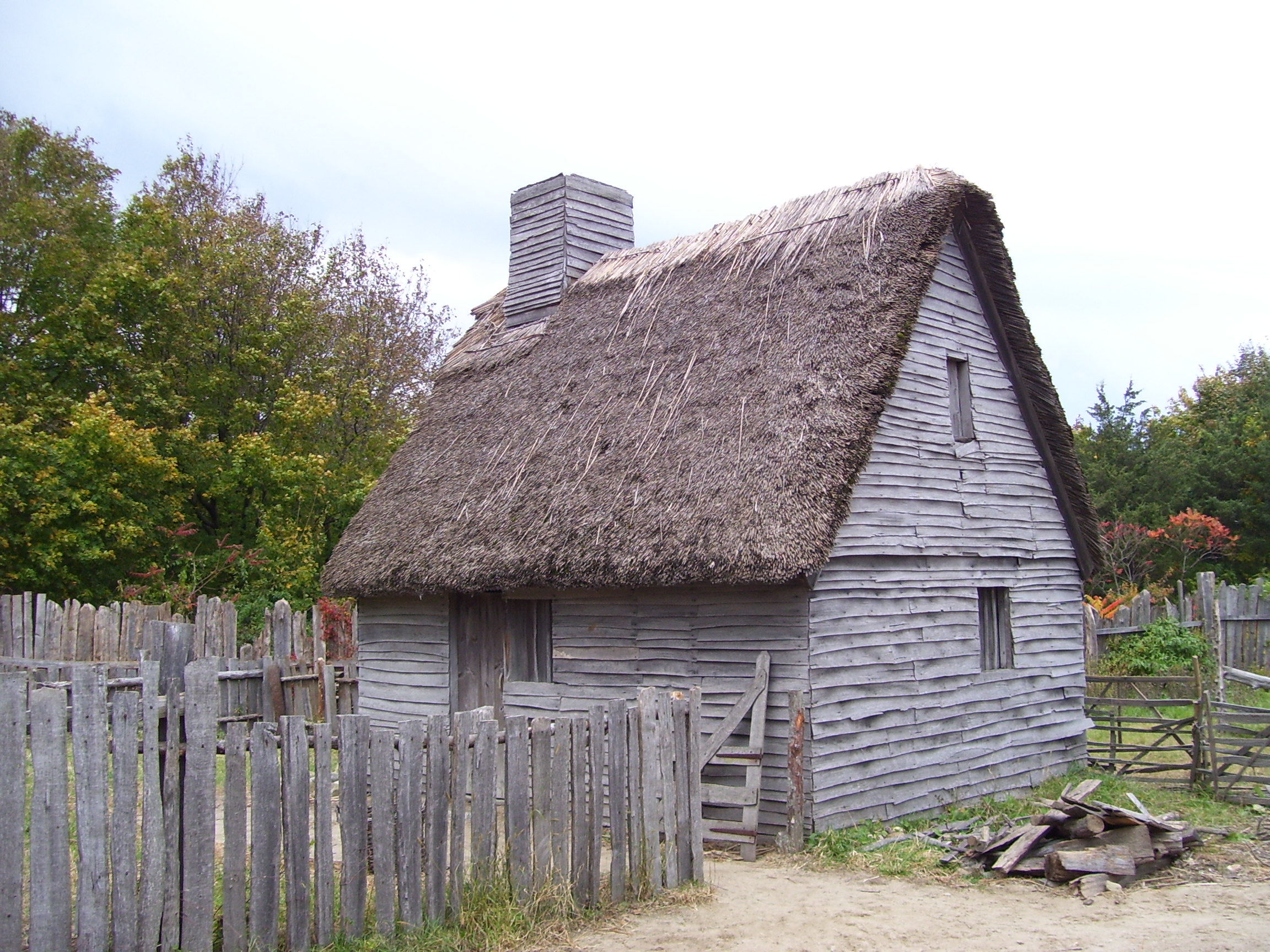
Reconstitution contemporaine d'une ferme des Pères pèlerins de la colonie de Plymouth au XVIIe siècle.

Dans la Nouvelle-Angleterre des années 1630, un homme nommé William passe en jugement devant le gouverneur de Salem en raison des critiques virulentes qu'il adresse à sa communauté religieuse. Banni de la colonie britannique, le puritain intransigeant décide de s'installer loin de la civilisation, à la lisière d'une forêt, avec sa famille composée de sa femme Katherine, sa fille Thomasin, son fils Caleb, des jumeaux Mercy et Jonas ainsi que du nouveau-né Samuel. Ils y construisent une ferme et mènent une existence pieuse, vivant de la culture de maïs et de l'élevage de bêtes.

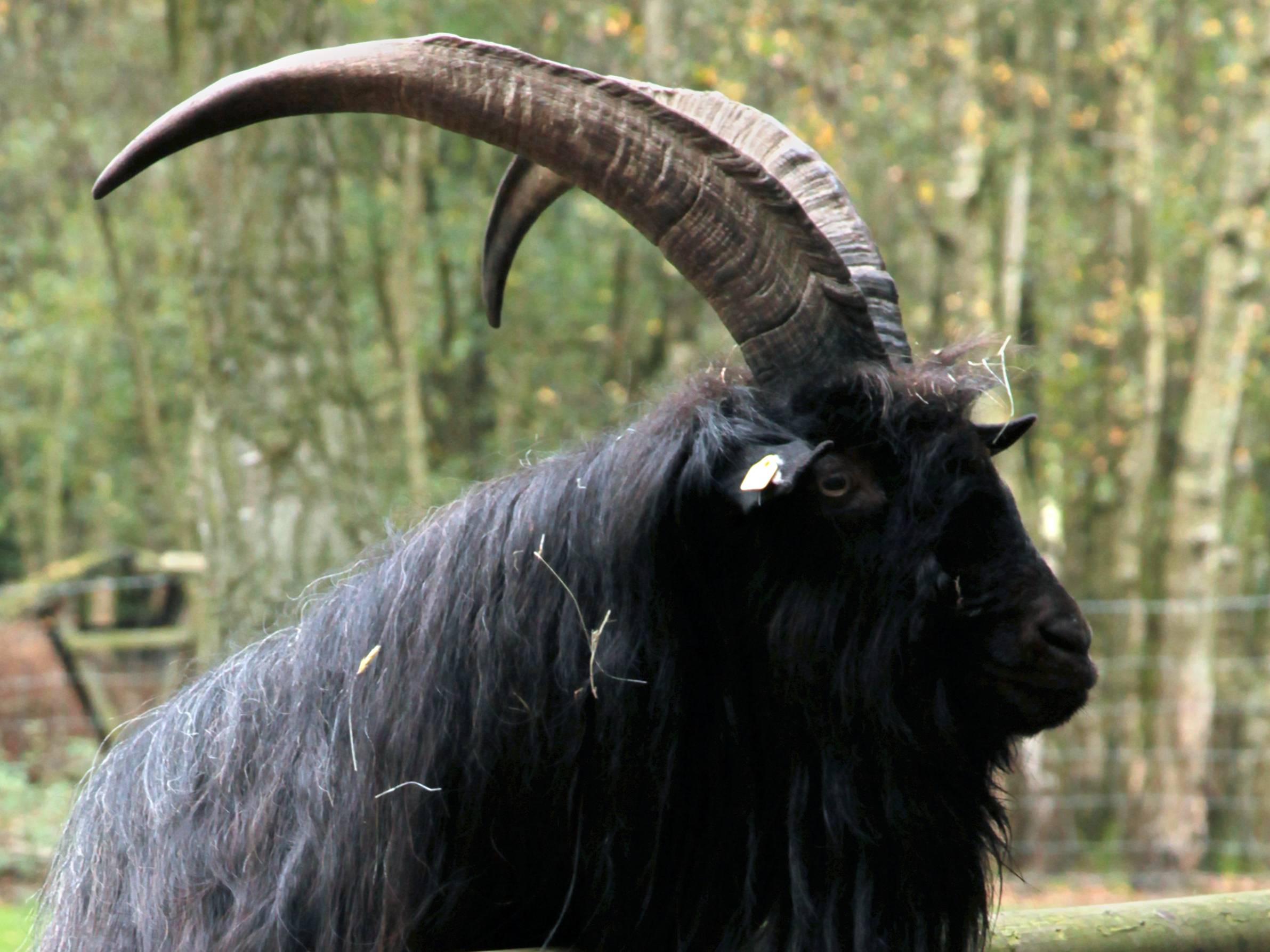
Un bouc noir.

Un jour, le nourrisson Samuel disparaît subitement tandis que Thomasin le veillait en jouant avec lui. À l'insu de la famille, le bébé est tué par une vieille sorcière, qui bat le petit corps dans une baratte pour obtenir une potion dont elle enduit le manche de son balai. La disparition de Samuel laisse Katherine inconsolable tandis que William se résigne mornement à la perte du nourrisson.
Le chef de famille emmène son fils Caleb dans la forêt bordant la ferme pour ramasser les prises des collets posés pour pallier la maigreur des récoltes. Le garçon demande si Samuel, non baptisé, pourra accéder au paradis mais son père rétorque que seul Dieu décide de leur salut. William confie à son fils qu'il a vendu à la dérobée une coupe d'argent appartenant à Katherine pour pouvoir subvenir aux besoins de la famille. Caleb remarque un lièvre au comportement étrange, que son père tente vainement de tuer d'un coup de fusil. De retour, ils trouvent les jumeaux jouant avec Black Phillip, le bouc noir de la ferme, tandis que Thomasin travaille avec sa mère.
À la brune, Katherine suspecte Thomasin d'avoir dérobé la coupe. Après le coucher, les deux parents décident d'envoyer leur fille travailler comme servante au sein d'une autre famille. Les enfants entendent toute la conversation. Dès l'aurore, Caleb prend l'initiative de partir chasser avec son chien Fowler mais Thomasin insiste pour l'accompagner. En forêt, leur cheval prend brusquement peur lorsque le limier lève un curieux lièvre. La monture se cabre et renverse la jeune fille qui tombe à terre, inconsciente, tandis que son frère court pour tuer le lièvre. Caleb se perd dans les bois et tombe sur le cadavre éventré de son chien. Poursuivant son chemin, il découvre une cabane d'où sort une jeune femme. Celle-ci attire le jeune garçon vers elle puis l'embrasse, avant de l'agripper brusquement d'une main ridée.
Parti rechercher ses enfants, Wiliam retrouve sa fille et la ramène à leur demeure. Katherine réprouve Thomasin pour avoir emmené son frère dans la forêt mais elle se radoucit et reporte sa colère sur William quand le chef de famille avoue avoir vendu la coupe d'argent. Alors qu'éclate l'orage, Caleb, nu, délirant et à bout de force, réapparaît à la ferme. Le lendemain, en dépit des soins et prières prodigués par ses parents, le garçon est pris de convulsions, recrache une pomme, proclame son amour pour le Christ et finit par rendre l'âme. Les soupçons se tournent vers Thomasin, mise en cause par Mercy et Jonas. Thomasin accuse à son tour les jumeaux, en affirmant les avoir entendu converser avec le bouc Black Phillip. Exaspéré, William enferme ses trois enfants dans l'étable, avec le bouc et les chèvres, puis mange de la terre en pleurant. Durant la nuit, Katherine voit apparaître dans sa chambre ses fils défunts, Caleb et Samuel. Tandis qu'elle allaite le nourrisson, celui-ci se transforme en corbeau qui lui déchire le sein. Dans l'étable, Thomasin, Mercy et Jonas hurlent en prenant conscience qu'une vieille sorcière nue est parvenue à s'introduire dans leur prison.
Le lendemain, sortant de la ferme d'un air hébété, William découvre la mort des animaux de l'étable et la disparition des jumeaux. Thomasin gît évanouie mais reprend connaissance pour voir Black Phillip éventrer le chef de famille à coups de cornes. Katherine, prise de furie en découvrant la scène, se rue sur sa fille. Celle-ci tente de se défendre et poignarde sa mère à plusieurs reprises.
Thomasin se retrouve désormais seule au monde. La nuit tombée, elle retourne dans l'étable pour adresser la parole à Black Phillip, qui finit par lui répondre en langage humain. Le bouc propose monts et merveilles, à condition qu'elle écrive son nom dans un grand livre posé devant elle. Black Phillip se transforme en gentilhomme ténébreux et guide la main de la jeune fille illettrée. Dénudée et accompagnée par le bouc, Thomasin pénètre ensuite dans la forêt. Elle y trouve d'autres sorcières qui dansent frénétiquement et chantent autour d'un feu de joie, avant de léviter au-dessus des flammes. Thomasin s'envole à son tour en éclatant d'un rire extatique.

## Fiche technique
Sauf indication contraire, les informations mentionnées dans cette section peuvent être confirmées par la base de données cinématographiques IMDb,  présente dans la section « Liens externes ».
- Titre : The Witch
- Titre québécois : La Sorcière

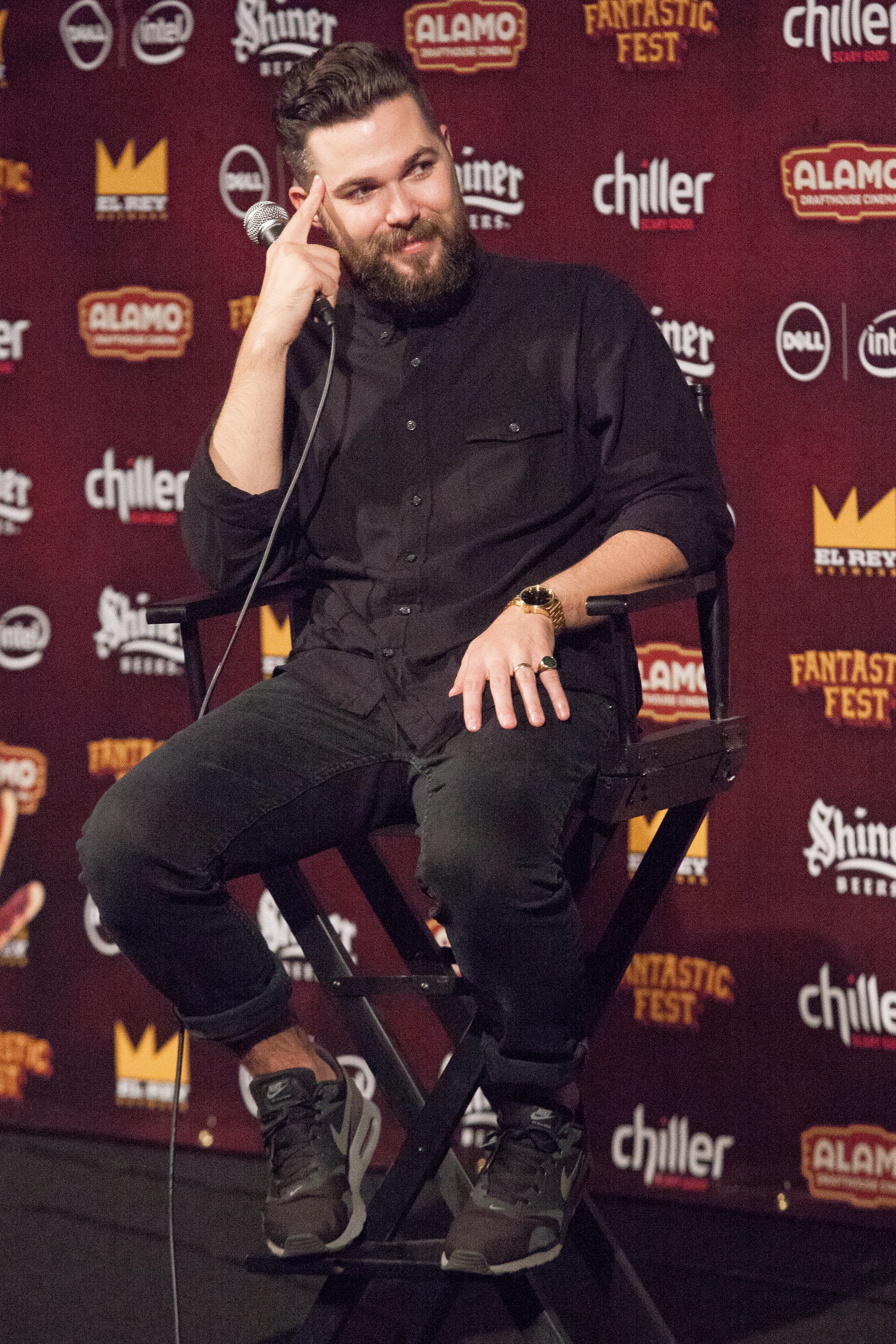
Le réalisateur Robert Eggers au festival de cinéma Fantastic Fest à Austin (Texas), 2015.

- Titre original complet : The Witch: A New-England Folktale
- Réalisation et scénario : Robert Eggers
- Direction artistique : David LeBrun
- Costumes : Linda Muir
- Photographie : Jarin Blaschke
- Montage : Louise Ford
- Musique : Mark Korven
- Production : Jodi Redmond, Daniel Bekerman et Lars Knudsen
- Sociétés de production : Parts and Labor, RT Features et Rooks Nest Entertainment
- Société de distribution : A24 Films
- Budget : 1 million de dollars[réf. nécessaire]
- Pays d'origine :  États-Unis /  Canada
- Langue originale : anglais
- Format : couleur - 1.66:1 - Dolby numérique - 35 mm
- Genres : horreur, thriller, folk horror[1]
- Durée : 93 minutes
- Dates de sortie :
  - États-Unis : 27 janvier 2015 (Festival du film de Sundance) ; 19 février 2016 (nationale)
  - Canada : 18 septembre 2015 (Festival international du film de Toronto) ; 19 février 2016 (nationale)
  - France : janvier 2016 (Festival international du film fantastique de Gérardmer) ; 15 juin 2016 (nationale)
- Classification :
  - France : Interdit aux moins de 12 ans lors de sa sortie en salles
  - États-Unis : R – Restricted (Les enfants de moins de 17 ans doivent être accompagnés d'un adulte)

## Distribution
- Anya Taylor-Joy (VFB : Claire Tefnin) : Thomasin
- Ralph Ineson (VFB : Martin Spinhayer) : William
- Kate Dickie (VFB : Fanny Marcq) : Katherine
- Harvey Scrimshaw (VFB : Igor Van Dessel) : Caleb
- Ellie Grainger (VFB : Alayin Dubois) : Mercy
- Lucas Dawson (VFB : Arthur Dubois) : Jonas
- Julian Richings : le gouverneur
- Bathsheba Garnett : la sorcière

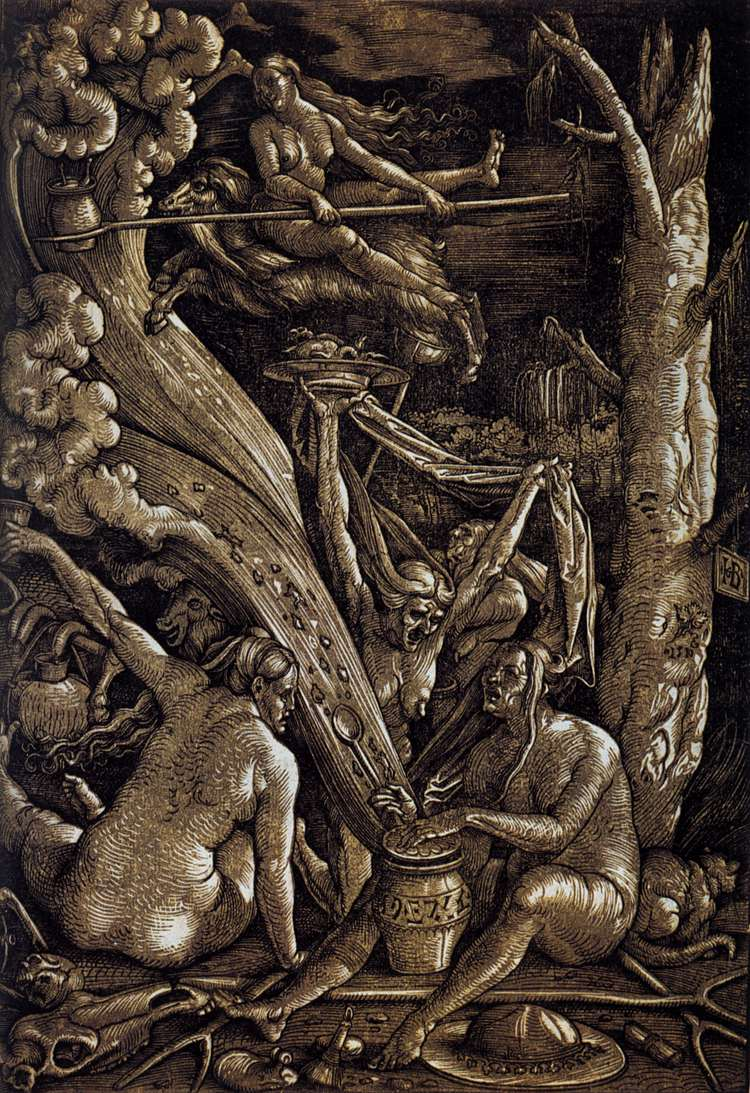
Le sabbat des sorcières, gravure sur bois de Hans Baldung, Nuremberg, Germanisches Nationalmuseum, 1510.

- Sarah Stephens : la jeune sorcière
- Wahab Chaudhry : Black Phillip

## Production

### Scénario
Eggers, qui est né dans le New Hampshire, s'est inspiré pour écrire le film de sa fascination d'enfant pour les sorcières et de ses fréquentes visites à la Plimoth Plantation en tant qu'écolier. Après avoir présenté sans succès des films « trop bizarres, trop obscurs », il s'est rendu compte qu'il devait faire un film plus conventionnel. Il a déclaré lors d'une séance de questions-réponses : « si je dois faire un film de genre, il faut qu'il soit personnel et qu'il soit bon ».

### Préproduction
L'équipe de production a beaucoup travaillé avec les musées britanniques et américains, et a consulté des experts de l'agriculture britannique du XVIIe siècle. Eggers voulait que le décor soit aussi historiquement fidèle que possible, et a donc fait appel à un chaumier et à un charpentier, respectivement de Virginie et du Massachusetts, qui avaient l'expérience nécessaire pour construire dans le style de l'époque.
Eggers voulait tourner le film en Nouvelle-Angleterre, mais l'absence d'incitations fiscales l'a obligé à se contenter du Canada, ce qui s'est avéré être un problème, car il n'a pas pu trouver l'environnement forestier qu'il recherchait. Il fallait s'écarter des sentiers balisés, pour finalement trouver un lieu (Kiosk, Ontario) qui était « extrêmement éloigné ». Eggers a déclaré que la ville la plus proche « faisait ressembler le New Hampshire à une métropole ».
Le casting a eu lieu en Angleterre, car Eggers voulait des accents authentiques pour représenter une famille nouvellement arrivée à Plymouth.

### Tournage
Afin de donner au film un aspect authentique, Eggers n'a tourné qu'avec « la lumière naturelle et à l'intérieur, le seul éclairage était des bougies ». Eggers a également choisi l'orthographe du titre du film « The VVitch » (en utilisant deux V au lieu de W) dans sa séquence titre et sur les affiches, déclarant avoir trouvé cette orthographe dans un pamphlet de l'ère jacobine sur la sorcellerie, ainsi que dans d'autres textes d'époque.
En décembre 2013, la costumière Linda Muir rejoint l'équipe, elle aurait consulté 35 livres de la série Clothes of the Common People in Elizabethan and Early Stuart England pour choisir les costumes qui seront réalisés en laine, en lin ou en chanvre. Muir a également fait pression pour obtenir un budget plus important pour les costumes. Une troupe de danseurs de Butō a joué le rôle de la troupe de sorcières à la fin du film, en créant leur propre chorégraphie.

### Bande originale
Mark Korven a écrit la musique du film qu'il voulait à la fois « tendue et dissonante », tout en restant minimaliste. Eggers s’est opposé à l'utilisation de tout instrument électronique et « ne voulait aucune harmonie ou mélodie traditionnelle dans la partition ». Korven a donc choisi de créer une musique avec des instruments atypiques, notamment le nyckelharpa et le waterphone. Il savait que le réalisateur aimait garder un certain contrôle créatif, il s'est donc appuyé sur un jeu libre centré sur l'improvisation « afin qu'Eggers puisse déplacer les notes quand il le voulait »,.

## Accueil

### Critique
L'accueil critique est partagé : le site Allociné recense une moyenne des critiques presse de 3,9/5, mais des critiques spectateurs à 2,8/5.
Pour Frédéric Strauss de Télérama, « l'ambition artistique du cinéma indépendant américain et les effets effrayants du fantastique font bon ménage dans ce premier film, primé au festival de Sundance comme à celui de Gérardmer. [...] le réalisateur a trouvé de quoi mêler habilement les genres. Son travail sur le décor et les costumes crée une atmosphère très soignée, picturale. Mais chargée, aussi, de puritanisme religieux et de croyances obscures. Quelques années plus tard, dans la même région, surviendra la fameuse affaire des sorcières de Salem... The Witch agite les peurs de cette époque tout en les observant avec sérieux — une partie des dialogues a même été puisée dans des documents historiques. [...] Ici, la réflexion sur la fragilité de la condition humaine est limitée par un trop-plein d'horreur. Mais le débutant Robert Eggers a un style fort et envoûtant. ».
Pour Romain Blondeau des Inrockuptibles, « quoiqu'un peu délirant, l’effet de hype n’est cette fois-ci pas totalement immérité : The Witch est bien l’un des meilleurs films d’horreur vu depuis des lustres, un objet radical, malin et terrifiant, apte à redorer un peu le blason d’un genre dont on vérifie chaque semaine l’état de déliquescence avancé. [...] Inspiré d’une histoire vraie, dit-on, le film a comme première singularité d’inscrire son récit dans un contexte peu visité par le cinéma horrifique, et pourtant fertile en imaginaire démoniaque : la Nouvelle-Angleterre du XVIIe siècle, son climat d’apocalypse, ses villages boueux, son ciel bas, ses curés idolâtres et ses chasses aux sorcières. [...] La première partie du film exploite habilement ce climat paranoïaque, épousant la forme d’un huis clos familial incendié par la dévotion malade et obscurantiste d’une époque pas si lointaine. ».
Libération considère que ce le film remet au goût du jour l'épouvante comme en son temps Jacques Tourneur avec La Féline sorti en 1942.
La Presse salue toute l'horreur qui se dégage du film à mesure que le récit avance.
Le Monde apprécie les qualités du film qui parvient à tenir tout au long le spectateur plus dans l'angoisse que la terreur.
Première apprécie l'atmosphère, l'ambiance et la maîtrise de ce long métrage.

### Box-office
- France : 130 949 entrées[18]

## Distinctions

### Récompenses
- Festival du film de Londres 2015 : Sutherland Trophy du meilleur premier film
- Festival du film de Sundance 2015 : Prix de la mise en scène
- Festival international du film fantastique de Gérardmer 2016 : Prix du jury SyFy[19]
- Gotham Independent Film Awards 2016 : Breakthrough Actor pour Anya Taylor-Joy
- Empire Awards 2017 : 
  - Empire Award du meilleur film d'horreur,
  - Empire Award du meilleur espoir féminin pour Anya Taylor-Joy.

### Nominations
- Guilde canadienne des réalisateurs 2015 : Meilleure direction artistique pour Craig Lathrop
- Festival du film de Sundance 2015 : Grand prix du jury
- Saturn Awards 2017 : Saturn Award du meilleur film d'horreur